# منیتوبا هایدرو
منیتوبا هایدرو (انگلیسی: Manitoba Hydro) شرکت دولتی برق کانادایی است، که در سال ۱۹۶۱ تأسیس شد.